# Летучий корабль 2
Роли озвучивали чачапин Аква Спрунки мамечи козмо уиззмо каву beany moy 
Кинокомпании сбер Союзмультфильм при поддержке фонда кино кинопрайм тпо рок ОККО контент клуб
дистрибьютор наше кино 
Автор сценария маряна 
Композитор дусларов 
Продюсер Котёночкин дусларов 
Год 2026